# 卡普雷拉島

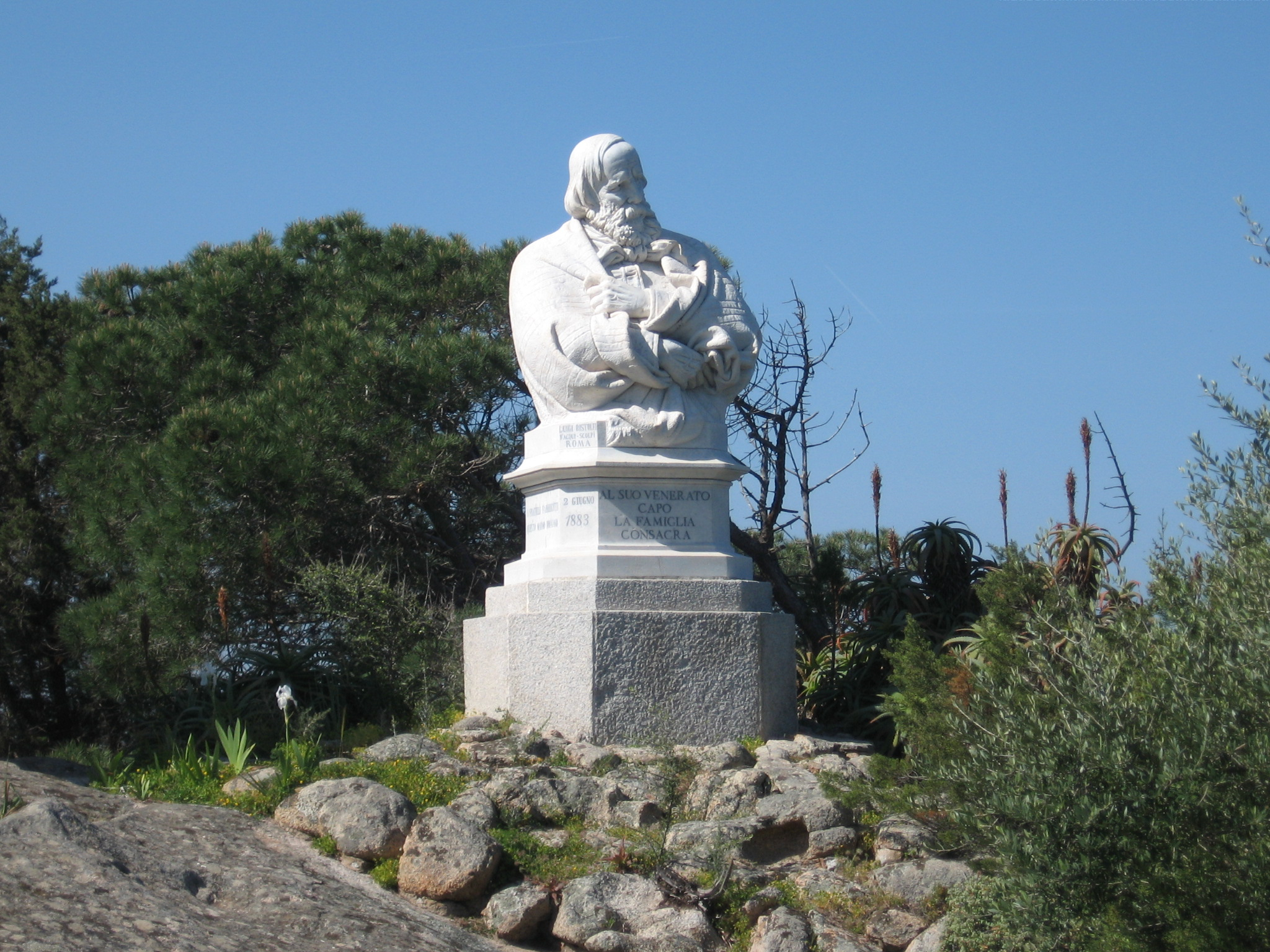
朱塞佩·加里波第雕像

卡普雷拉島（義大利語：Caprera）是意大利的一个島嶼，位於提雷尼亞海，由薩薩里省負責管轄，屬於马达莱娜群岛的一部分，面積15.7平方公里，最高點海拔高度212米，人口170。

## 外部連結
- Sito web istituzionale del Parco Nazionale dell'Arcipelago La Maddalena（页面存档备份，存于）
- Mio Padre, ricordi di Clelia Garibaldi（页面存档备份，存于）

41°12′N 9°28′E / 41.200°N 9.467°E